# Рабський контракт
Рабський контракт (кор. 노예 계약, noye gyeyak) відноситься до несправедливого, довгострокового контракту між корейськими артистами та їхніми керівними агентствами.

## Умови
K-pop айдоли-початківці, відомі як «стажери», підписують контракти з менеджерськими агентствами, коли стажеру виповнюється 12-13 років. За словами колишнього голови Корейського товариства розважального права, агентству може знадобитися десять років, щоб підготувати стажера та дебютувати на сцені. І стажери, і ідоли K-pop, які дебютували, зазвичай живуть у гуртожитках, де їхні керівні агентства контролюють їхні дієти, любовне життя та поведінку. Згідно з більшістю контрактів, стажери та K-pop ідоли зобов’язані відшкодовувати своїм менеджерським агентствам вартість уроків співу та танців, їхній гардероб та вартість життя, серед іншого. Як наслідок, K-pop ідоли можуть не мати великих прибутків, або не мати їх взагалі.
Багатьом K-pop гуртам часто потрібні роки, щоб вийти на беззбитковість, а отже, вони не отримують свою частку прибутку від своїх пісень, поки не виплатять борг за стажування.
Несправедливе ставлення до K-pop співаків і стажерів було помітним у корейській музичній індустрії. У результаті Федеральна торгова комісія Південної Кореї сказала агентствам, зокрема SM, FNC і DSP, припинити скасовувати контракти зі стажерами на сумнівних підставах, таких як положення про мораль. Тим не менш, багато нагальних питань, які ще належить вирішити Федеральній комісії, - це погане поводження з боку південнокорейських розважальних агентств, яке проявляється в жахливих і нестандартних контрактах. Ці контракти часто створюють сфабриковані та контрольовані ідентичності, щоб підтримувати вигляд «надзвичайно талановитої та чудової, самотньої гетеросексуальної зірки, яка, здавалося б, доступна для шанувальників протилежної статі». Двоє успішних ідолів, які підписали контракт з CUBE Entertainment, були виключені з компанії через романтичні стосунки. Крім того, очікується, що ідоли як чоловіки, так і жінки мають досягти та підтримувати нездорову струнку фігуру, щоб навіть розглядати їх для участі в програмі стажування.

## Реформи
У 2009 році троє учасників бой-бенду TVXQ подали до суду на свою керівну агенцію SM Entertainment, стверджуючи, що 13-річний контракт із агенцією був надто довгим, занадто обмежуючим і не дав їм майже жодного прибутку від їхнього успіху. Наступного, 2010 року, Комісія справедливої торгівлі Південної Кореї (KFTC) створила правило, яке обмежувало контракти на розважальні програми до семи років. У 2017 році KFTC знову наклали обмеження на розважальні контракти після судового процесу за участю традиційної народної співачки Сон Сохі. Серед іншого, реформи 2017 року зменшили фінансові штрафи для артистів, які достроково розірвали свої контракти, і ускладнили компаніям можливість змусити артистів продовжити свої контракти.